# PSK31

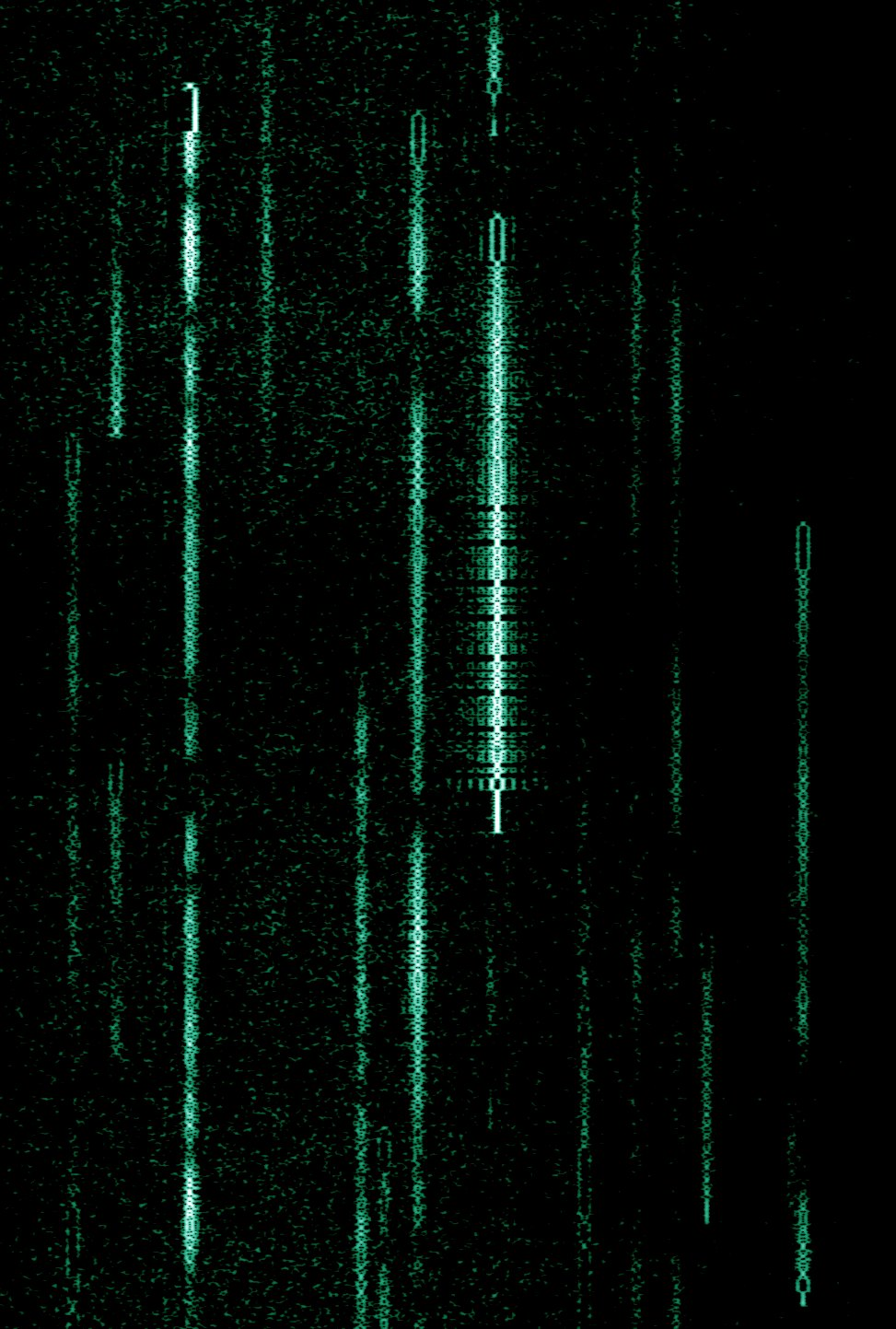
다수의 PSK31 교신이 14.070 MHz에서 이루어지고 있다

PSK31 또는 "Phase Shift Keying, 31 Baud"은 디지털 라디오 변조 방식을 말한다. BPSK31 QPSK31이라고도 한다. 주로 아마추어 무선에서 실시간 문자 채팅으로 쓰인다.

## 역사
PSK31 은 영국의 아마추어 무선사인 피터 마르티네즈 (G3PLX)가 개발하였다. 1998년 12월에 보다 큰 규모의 아마추어 무선 커뮤니티에 소개되었다. G3PLX는 1978년 AMTOR를 개발했다. 1980-90년대 AMTOR를 많이 사용했는데, 1998년 다시 G3PLX가 새로운 문자 교신 방식인 PSK31를 개발해서, 2020년 현재 PSK31를 많이 사용하며, AMTOR는 거의 사용하지 않는다.
PSK31은 또한 CB 밴드에서도 사용되고 있다.

## 기술적 특징
컴퓨터 사운드 카드의 소리를 무전기의 마이크에 입력하여 문자 교신을 한다.
PSK31은 half-duplex 통신방식을 이용한다. 즉, 송신자가 송신중일 때 반대편 상대방은 송신할 수 없다.
일반적인 인터넷 문자 채팅은 그 통신방식이 광케이블 동축케이블 등으로 전 세계가 선으로 연결되어서 그 신호가 오고 가는데, PSK31 모드로 채팅을 하면, 한국에서 미국으로 컴퓨터 옆에 부착된 무전기를 통해 바로 직접 교신이 된다.
대부분의 PSK31 모드 교신은 HF 대역에서 이루어진다. HF 대역에서, 5W 송신출력만으로도, 전세계 교신이 가능하다.

### 인터넷 채팅과 PSK31 채팅의 비교
- 인터넷 채팅:
  - 유선 인터넷 또는 무선 인터넷이 있다.
  - 한국인 "갑"과 미국인 "을"이 문자 채팅을 하면, 전 세계로 연결된 유선 또는 무선 인터넷 망을 경유해서 두 컴퓨터 간에 문자 채팅이 이루어진다.
- PSK31 채팅:
  - 컴퓨터, PSK31 소프트웨어, QRP 무전기, 안테나로 구성되어 있다.
  - 한국인 "갑"과 미국인 "을"이 문자 채팅을 하면, "갑"의 무전기와 "을"의 무전기를 통해 "직접" 교신이 된다. 중간에 매개체가 없다.
  - "갑"과 "을" 모두 배터리나 태양전지판 등 "독립전원"을 사용하고 있다면, 인터넷이 재난 등에 교신이 끊어져도, PSK31로 "직접 교신"을 하면, 어떤 재난도 이 교신을 방해하지 못한다. 즉, 각종 재난으로 원자로가 중단되고, 전봇대가 쓰러져서 전기와 전화가 모두 두절되어도, 전 세계 문자 채팅이 가능하다.

## 소프트웨어
PSK31용 사운드 카드 소프트웨어는 다음과 같다:
- 윈도용 DigiPan : https://web.archive.org/web/20020609064040/http://mywebpages.comcast.net/hteller/digipan
- 맥용 Multimode : http://www.blackcatsystems.com/software/multimode.html
- 리눅스용 KPSK : https://web.archive.org/web/20021207080550/http://www.1409.org/projects/kpsk/

DigiPan이 가장 많이 사용된다.

## 주파수 대역
| 주파수       | 아마추어 밴드 |
| ------------ | ------------- |
| 1.838 MHz    | 160 미터      |
| 3.580 MHz    | 80 미터       |
| 7.035 MHz*   | 40 미터       |
| 7.070 MHz*   | 40 미터       |
| 10.142 MHz   | 30 meter      |
| 14.070 MHz   | 20 meter      |
| 18.097 MHz** | 17 미터       |
| 21.080 MHz*  | 15 미터       |
| 24.920 MHz   | 12 미터       |
| 28.120 MHz   | 10 미터       |
| 50.290 MHz   | 6 미터        |
| 144.144 MHz  | 2 미터        |
| 222.07 MHz   | 1.25 미터     |
| 432.2 MHz    | 70 센티미터   |
| 909 MHz      | 33 센티미터   |

## 같이 보기
- QRP
- 무선전신
- 단파
- D-STAR

## 참고
- 아마추어 HF (단파) 디지털 통신 - 3